# Dina Asher-Smith
Dina Asher-Smith (ur. 4 grudnia 1995 w  Londynie) – brytyjska lekkoatletka, specjalizująca się w biegach sprinterskich.
Złota medalistka młodzieżowych igrzysk Wspólnoty Narodów (2011). Rok później zajęła 7. miejsce w biegu na 200 metrów podczas mistrzostw świata juniorów w Barcelonie. Dwukrotna złota medalistka juniorskich mistrzostw Europy (2013). W tym samym roku zdobyła brąz w sztafecie 4 × 100 metrów na mistrzostwach świata w Moskwie. Rok później została mistrzynią świata juniorów w biegu na 100 metrów. W 2015 startowała na mistrzostwach świata w Pekinie, podczas których zajęła 5. miejsce na dystansie 200 metrów, a wraz z koleżankami z reprezentacji uplasowała się na 4. miejscu 4 × 100 metrów. W 2016 podczas mistrzostw Europy rozgrywanych w Amsterdamie sięgnęła po mistrzostwo kontynentu w biegu na 200 metrów oraz sięgnęła po srebro w sztafecie 4 × 100 metrów. W tym samym roku w Rio de Janeiro zdobyła brązowy medal olimpijski w sztafecie 4 × 100 metrów. Rok później sięgnęła po srebrny medal mistrzostw świata w Londynie w biegu rozstawnym 4 × 100 metrów, natomiast indywidualnie zajęła czwartą pozycję w biegu na 200 metrów.

## Biografia
Dina Asher-Smith urodziła się 4 grudnia 1995 roku w Orpington, w Londynie. Jej rodzicami są Julie (urodzona w Londynie, jednak o korzeniach z Trynidadu) i Winston (urodzony na Jamajce, który jako dziecko przeniósł się do Anglii).

## Igrzyska olimpijskie
| Miejsce | Dzień       | Rok  | Miejscowość    | Konkurencja        | Czas biegu | Strata   | Zwycięzca         |
| ------- | ----------- | ---- | -------------- | ------------------ | ---------- | -------- | ----------------- |
| 5.      | 17 sierpnia | 2016 | Rio de Janeiro | bieg na 200 m      | 22,31 s    | + 0,53 s | Elaine Thompson   |
| brąz    | 19 sierpnia | 2016 | Rio de Janeiro | sztafeta 4 x 100 m | 41,77 s    | + 0,76 s | Stany Zjednoczone |
| 10.     | 31 lipca    | 2021 | Tokio          | bieg na 100 m      | 11,05 s    | -        | Elaine Thompson   |
| brąz    | 6 sierpnia  | 2021 | Tokio          | sztafeta 4 x 100 m | 41,88 s    | + 0,86 s | Jamajka           |
| 11.     | 3 sierpnia  | 2024 | Paryż          | bieg na 100 m      | 11,10 s    | -        | Julien Alfred     |
| 4.      | 6 sierpnia  | 2024 | Paryż          | bieg na 200 m      | 22,22 s    | + 0,39 s | Gabrielle Thomas  |
| srebro  | 9 sierpnia  | 2024 | Paryż          | sztafeta 4 x 100 m | 41,85 s    | + 0,07 s | Stany Zjednoczone |

## Mistrzostwa świata
| Miejsce | Dzień          | Rok  | Miejscowość | Konkurencja        | Czas biegu | Strata   | Zwycięzca            |
| ------- | -------------- | ---- | ----------- | ------------------ | ---------- | -------- | -------------------- |
| brąz    | 18 sierpnia    | 2013 | Moskwa      | sztafeta 4 x 100 m | 42,87 s    | + 1,58 s | Jamajka              |
| 5.      | 28 sierpnia    | 2015 | Pekin       | bieg na 200 m      | 22,07 s    | + 0,44 s | Dafne Schippers      |
| 4.      | 29 sierpnia    | 2015 | Pekin       | sztafeta 4 x 100 m | 42,10 s    | + 1,03 s | Jamajka              |
| 4.      | 11 sierpnia    | 2017 | Londyn      | bieg na 200 m      | 22,22 s    | + 0,17 s | Dafne Schippers      |
| srebro  | 12 sierpnia    | 2017 | Londyn      | sztafeta 4 x 100 m | 42,12 s    | + 0,30 s | Stany Zjednoczone    |
| srebro  | 29 września    | 2019 | Doha        | bieg na 100 m      | 10,83 s    | + 0,12 s | Shelly-Ann Fraser    |
| złoto   | 2 października | 2019 | Doha        | bieg na 200 m      | 21,88 s    | -        | -                    |
| srebro  | 5 października | 2019 | Doha        | sztafeta 4 x 100 m | 41,85 s    | + 0,41 s | Jamajka              |
| 4.      | 17 lipca       | 2022 | Eugene      | bieg na 100 m      | 10,83 s    | + 0,17 s | Shelly-Ann Fraser    |
| brąz    | 21 lipca       | 2022 | Eugene      | bieg na 200 m      | 22,02 s    | + 0,57 s | Shericka Jackson     |
| 6.      | 23 lipca       | 2022 | Eugene      | sztafeta 4 x 100 m | 42,75 s    | + 1,61 s | Stany Zjednoczone    |
| 8.      | 21 sierpnia    | 2023 | Budapeszt   | bieg na 100 m      | 11,00 s    | + 0,35 s | Sha’Carri Richardson |
| 7.      | 25 sierpnia    | 2023 | Budapeszt   | bieg na 200 m      | 22,34 s    | + 0,93 s | Shericka Jackson     |
| brąz    | 26 sierpnia    | 2023 | Budapeszt   | sztafeta 4 x 100 m | 41,97 s    | + 0,94 s | Stany Zjednoczone    |

## Mistrzostwa Europy
| Miejsce | Dzień       | Rok  | Miejscowość | Konkurencja        | Czas biegu | Strata   | Zwycięzca         |
| ------- | ----------- | ---- | ----------- | ------------------ | ---------- | -------- | ----------------- |
| DNF     | 15 sierpnia | 2014 | Zurych      | bieg na 200 m      | -          | -        | Dafne Schippers   |
| złoto   | 7 lipca     | 2016 | Amsterdam   | bieg na 200 m      | 22,37 s    | -        | -                 |
| srebro  | 10 lipca    | 2016 | Amsterdam   | sztafeta 4 x 100 m | 42,45 s    | + 0,41 s | Holandia          |
| złoto   | 7 sierpnia  | 2018 | Berlin      | bieg na 100 m      | 10,85 s    | -        | -                 |
| złoto   | 11 sierpnia | 2018 | Berlin      | bieg na 200 m      | 21,89 s    | -        | -                 |
| złoto   | 12 sierpnia | 2018 | Berlin      | sztafeta 4 x 100 m | 41,88 s    | -        | -                 |
| 8.      | 16 sierpnia | 2022 | Monachium   | bieg na 100 m      | 16,03 s    | + 6,04 s | Gina Lückenkemper |
| srebro  | 19 sierpnia | 2022 | Monachium   | bieg na 200 m      | 22,43 s    | + 0,11 s | Mujinga Kambundji |
| DNF     | 21 sierpnia | 2022 | Monachium   | sztafeta 4 x 100 m | -          | -        | Niemcy            |
| złoto   | 9 czerwca   | 2024 | Rzym        | bieg na 100 m      | 10,99 s    | -        | -                 |
| złoto   | 9 czerwca   | 2024 | Rzym        | sztafeta 4 x 100 m | 41,91 s    | -        | -                 |

## Rekordy życiowe
- Bieg na 60 metrów (hala) – 7,03 (2023) rekord Wielkiej Brytanii
- Bieg na 100 metrów – 10,83 (2019, 2022) rekord Wielkiej Brytanii
- Bieg na 200 metrów (stadion) – 21,88 (2019) rekord Wielkiej Brytanii
- Bieg na 200 metrów (hala) – 23,15 (2014)
- Bieg na 400 metrów – 52,15 (2025)

5 sierpnia 2021 weszła w skład brytyjskiej sztafety 4 × 100 metrów, która wynikiem 41,55 ustanowiła aktualny rekord kraju w tej konkurencji. 20 lipca 2024 w Londynie sztafeta z Asher-Smith na pierwszej zmianie wyrównała ten rezultat.